# Parashorea aptera
Parashorea aptera är en tvåhjärtbladig växtart som beskrevs av V. Slooten. Parashorea aptera ingår i släktet Parashorea och familjen Dipterocarpaceae. Inga underarter finns listade i Catalogue of Life.